# Live in Europe 1967: The Bootleg Series Vol. 1
Live in Europe 1967: The Bootleg Series Vol. 1 ist ein Jazz-Album von Miles Davis. Es enthält Radiomitschnitte von drei Konzerten in Antwerpen, Kopenhagen und Paris, die am 28. Oktober, 2. und 6. November 1967 aufgenommen und am 20. September 2011 von Columbia Records veröffentlicht wurden. Außerdem ist eine DVD mit Fernsehaufnahmen der Konzerte in Stockholm vom 31. Oktober und in Karlsruhe vom 7. November 1967 enthalten.
Diese Edition war nach The Complete Live at the Plugged Nickel 1965 im Jahr 1995 die zweite offizielle Neuveröffentlichung von Miles-Davis-Aufnahmen der 1960er Jahre in CD-Form, deren Herausgabe Michael Cuscuna und Richard Seidel betreuten.

## Das Album
Unter dem Titel Live in Europe 1967: The Bootleg Series Vol. 1 veröffentlichte Columbia Konzertmitschnitte, die das Miles-Davis-Quintett mit dem Saxophonisten Wayne Shorter, dem Pianisten Herbie Hancock, dem Bassisten Ron Carter und dem Schlagzeuger Tony Williams in einem Zeitraum von zehn Tagen in Europa eingespielt hatte. Als zusätzliches Material enthält die Edition eine DVD mit Konzertaufnahmen aus Deutschland und Schweden. Der vom Columbia-Label gewählte Titel setzt eine Reihe von Veröffentlichungen des Labels fort, die 1991 mit Bob Dylans Aufnahmen unter gleichem Titel begonnen hatte. Bis dahin als Bootlegs waren Mitschnitte der Konzerte in Antwerpen, Paris und Stockholm sowie von den Berliner Jazztagen veröffentlicht worden. Die Raubpressungen erschienen unter den Titeln Miles Davis – His Greatest Concert Ever (Antwerpen), Miles Davis – Tempo Di Jazz (Stockholm), Miles Davis Quintet Live In Europe (Philharmonie Berlin) und No Blues (Paris).
Die Titel der ersten CD entstanden bei einem Konzert des Quintetts am 28. Oktober 1967 im Konigin Elizabethzaal in Antwerpen, die zweite CD enthält das Konzert vom 2. November 1967 im Tivoli Gardens in Kopenhagen und die dritte CD den Mitschnitt vom 6. November 1967 aus der Salle Pleyel in Paris. Ergänzt wird die Box um Fernsehaufnahmen des Südwestfunks und des Sveriges Radio TV, die Konzertmitschnitte aus der Stadthalle Karlsruhe vom 7. November und dem Konserthuset in Stockholm vom 30. Oktober 1967 zeigen. Das Konzert in Karlsruhe wurde am 17. September 1968 als Folge 51 von Jazz – gehört und gesehen in der ARD ausgestrahlt.
Dem Album Live in Europe 1967: The Bootleg Series Vol. 1 folgte im Januar 2013 Volume 2: Live in Europe 1969, mit Miles Davis, Shorter, Chick Corea, Dave Holland und Jack DeJohnette. Der Set enthält ebenfalls drei CDs und eine DVD.

## Die Tournee

### Newport Jazz Festival in Europe
Das Miles-Davis-Quintett tourte wenige Monate nach den Aufnahmen für das Studioalbum Nefertiti in Europa als Teil eines Tourneeprogramms, das George Wein, der Gründer des Newport Jazz Festival, unter dem Titel Newport Jazz Festival in Europe veranstaltete. Mit Sponsoring der Pan American Airlines und des U.S. Travel Service, einer US-Regierungsagentur, traten 1967 acht Gruppen in verschiedenen Zusammenstellungen in europäischen Großstädten wie Antwerpen, Belfast, London, Rotterdam, Stockholm, Helsinki, Kopenhagen, Berlin, Paris oder Barcelona auf.
Jack Chambers nennt die Tournee von Wein in seiner Miles-Davis-Biografie „die wohl komplizierteste Reise, die je mit Musikern unternommen wurde“. Zu den Jazz-Stars, die dort auftraten, gehörten neben Davis ein Oktett von Thelonious Monk, Sarah Vaughan mit dem Bob James Trio, das Gary Burton Quartett mit Larry Coryell, eine Reihe von Gitarristen (George Benson, Buddy Guy, Jim Hall, Barney Kessel, Elmer Snowden), das Archie Shepp Quintett (mit Roswell Rudd, Grachan Moncur III und Beaver Harris), Clark Terry und schließlich die Newport All Stars von George Wein (mit Ruby Braff, Buddy Tate und George Wein selbst am Piano).
Davis erwähnt in seiner Autobiografie einen Streit mit George Wein in Spanien („wir stritten uns ums Geld“.) Davis gefiel nicht, dass Wein herumerzählte, welch hohe Summen er Davis zahlte; außerdem hatte Davis darauf bestanden, regelmäßig Fitnessstudios aufzusuchen, um für seine Auftritte in Form zu sein, was Wein anscheinend zu organisieren versäumte. Am Ende der Tournee in Barcelona versuchte Wein, Davis ein Extra-Konzert ohne zusätzliche Bezahlung aufzuhalsen, was dieser verweigerte. Als Wein dann Davis auch noch in Jazz-Slang erklärte, er habe kein Geld für eine zusätzliche Bezahlung, verärgte dies Davis so sehr, dass er nach Hause flog.
Seine Band gab dann das Konzert als Wayne-Shorter-Quartet, wobei Wein den Reportern erzählte, Davis sei geflogen, ohne irgendjemanden inklusive seinen eigenen Musikern Bescheid zu sagen. Davis bestritt dies. Sie waren schon öfter in Streit geraten und hatten sich wieder vertragen, denn Wein zahlte gut und buchte Hotels und Flüge erster Klasse. Mit den Konzerten war Davis zufrieden:
„Ich hatte eine schöne Zeit in Europa, weil die Band gut spielte. Und die Band spielt manchmal wirklich gut.“.

### Miles Davis und Archie Shepp
Häufig gruppierte George Wein die Miles-Davis-Band mit dem Archie-Shepp-Quintett zusammen, wobei den meisten Zuhörern die neue Richtung von Davis weniger bekannt war. Während der Tournee ließ sich Davis, wie er in seiner Autobiographie schrieb, einmal überreden, auf Wunsch von Tony Williams mit Archie Shepp zu spielen. Ian Carr geht in seiner Davis-Biografie ausführlich auf das Konzert der Tourneegruppe im Oktober 1967 im Hammersmith Odeon in London ein, inklusive der Reaktion des Publikums. Miles bestand angeblich darauf, vor Shepp aufzutreten, da er nicht vor Publikum auftreten wollte, dem schon schlecht sei („sick people“) – entsprechend polarisierend war Shepps Wirkung auf das Publikum. Von Miles Davis sind verschiedene Äußerungen bekannt, dass er mit dieser Musik nichts anfangen konnte. Miles war seit sieben Jahren nicht in London aufgetreten; die Musik der Band war gegenüber der aus seinen Platten genährten Erwartung des Publikums fortgeschritten und das Zusammenspiel der Band ebenfalls ungewohnt:

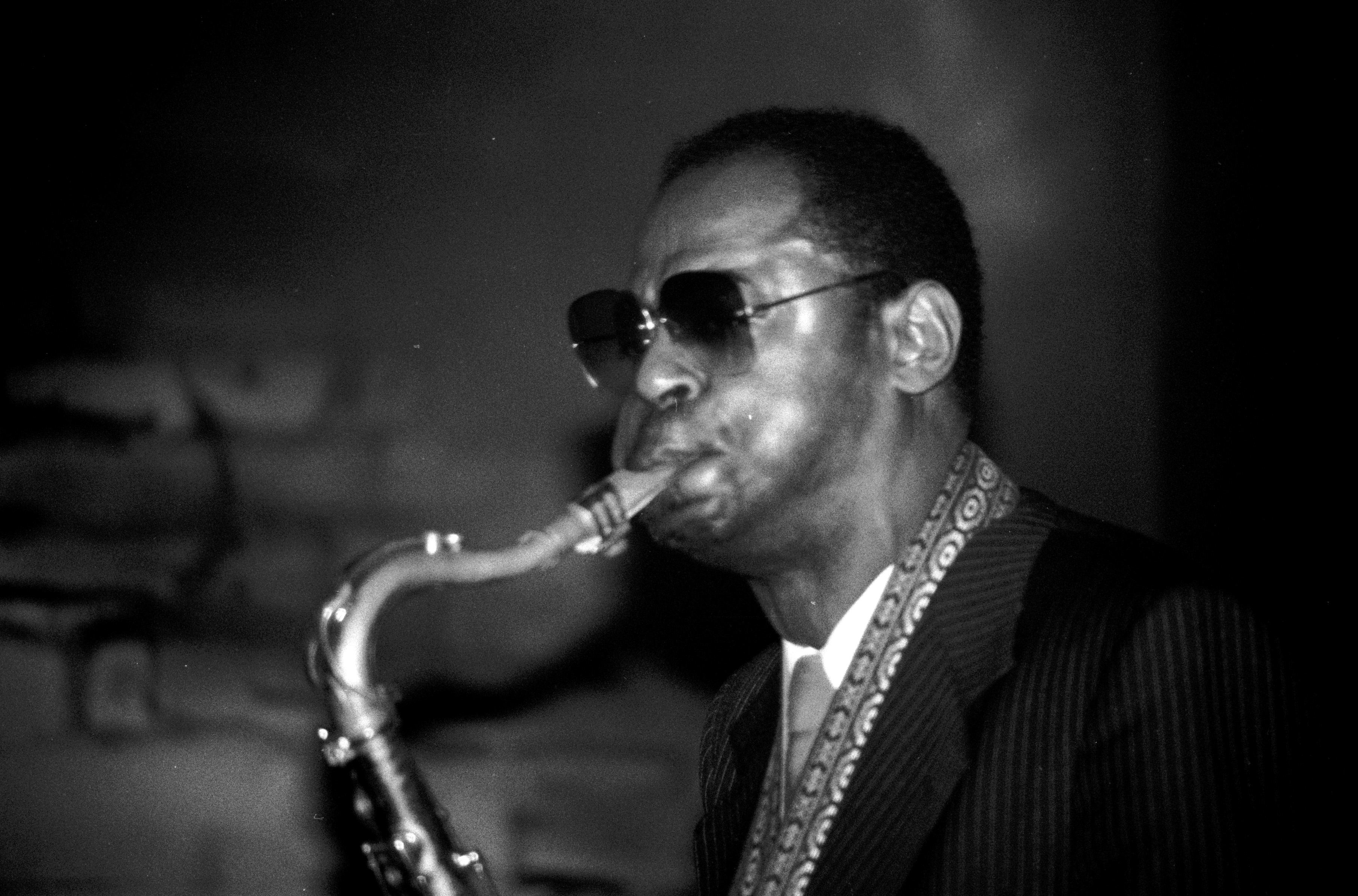
Archie Shepp 1982 in Frankreich 1982

„Er spielte ein langes zusammenhängendes Set, das über eine Stunde dauerte […] und vertraute Themen kamen und verschwanden wieder, […] das kochende und brodelnde Schlagzeug schuf einen fortlaufenden Dialog mit allem, was sonst passierte […] es gab jedoch niemals eine Entladung der immensen Spannung, die erzeugt wurde, […] dem Publikum wurde die Genugtuung des Einverständnisses mit den Musikern während des Auftritts verweigert […] sie wurden außen vor gehalten, respektvoll, aufmerksam, aber nicht richtig einbezogen.“

Dies stand im Gegensatz zum danach auftretenden Archie Shepp (von Carr als „attackierende, energiegeladene Musik“ beschrieben); Carr sieht als Gemeinsamkeit von Shepp und Davis, dass sie beide längere Gruppenimprovisationen spielten („zusammenhängende Sets mit viel innerer Entwicklung, die Struktur ihres Auftritts war organisch, langsam aus dem Zusammenspiel der Gruppe erwachsend, ein Klangteppich, der den Eindruck ewiger Ebbe und Flut machte“). Carr sieht im Gegenüber von Shepp und Davis im Londoner Konzert ein Paradebeispiel für den Stammeskrieg zwischen Avantgarde (Shepp) und Tradition (Davis) im Jazz, die einen viel tiefergehenderen Wandel überlagerte, der veränderten Haltung des Konzertpublikums in der zweiten Hälfte der 1960er Jahre, geprägt durch die Dominanz des Rock und von Vokalgruppen, auf die Davis bald darauf mit einer völligen Neuorientierung seiner Musik reagieren sollte.
Auch Jack Chambers erwähnt, dass Shepp und Davis einmal zusammenspielten, wobei er den Augenzeugen Barry McRae zitiert: Nachdem Davis Shepp eingeladen habe, bei einem Konzert mit ihm zu spielen, stürmte Davis von der Bühne; „Shepp hatte sich selbstsüchtig mit seinem Solo das Rampenlicht angeeignet und spielte Musik, für die er kein Verständnis hatte.“

### Zeitgenössische Kritikerstimmen zur Tournee
Valerie Wilmer, die wie Ian Carr das Miles-Davis-Konzert im Londoner Hammersmith Odeon erlebte, berichtete darüber im Downbeat:
„Ein Konzert, das jedem beständig im Ohr bleibt.“ „Trotz aller Behauptungen des Gegenteils ist Miles mittels Klang und Erscheinung ein meisterhafter Showman.“ Zur besonderen Rolle von Tony Williams schrieb sie:

„Er ist laut, sicher, aber Miles mag das, weil es ihn zu Momenten absolut großartiger Schönheit anspornt. Der qualvolle Schrei aus seinem Horn verdankt er nicht zuletzt Tony Williams. Die Musik war bittersüße Perfektion.“

Das Konzert der Miles-Davis-Band in der Berliner Philharmonie, das im Rahmen der Berliner Jazztage stattfand und nicht in der Columbia-Edition dokumentiert ist, wurde von einem Kritiker der Wochenzeitung Die Zeit besprochen, der von der Leistung des Quintetts enttäuscht war:

„Zwei weitere Ensembles mit großen Jazznamen, derentwegen viele Fans zu den vier Tage lang total ausverkauften Konzerten gekommen sein mögen, enttäuschten. Trompeter Miles Davis, von dem man hört, er habe einen Leichtgewichtsboxer angeheuert, um auch auf Tournee nicht auf sein tägliches Boxtraining verzichten zu müssen, sollte statt dessen lieber öfter üben. Seine Combo lieferte kalte Routine ab.“

### Die Tourneedaten
Das Miles Davis Quintet, in der Regel gekoppelt mit dem Archie Shepp Quintet, trat auf der Tournee in zehn Städten auf:

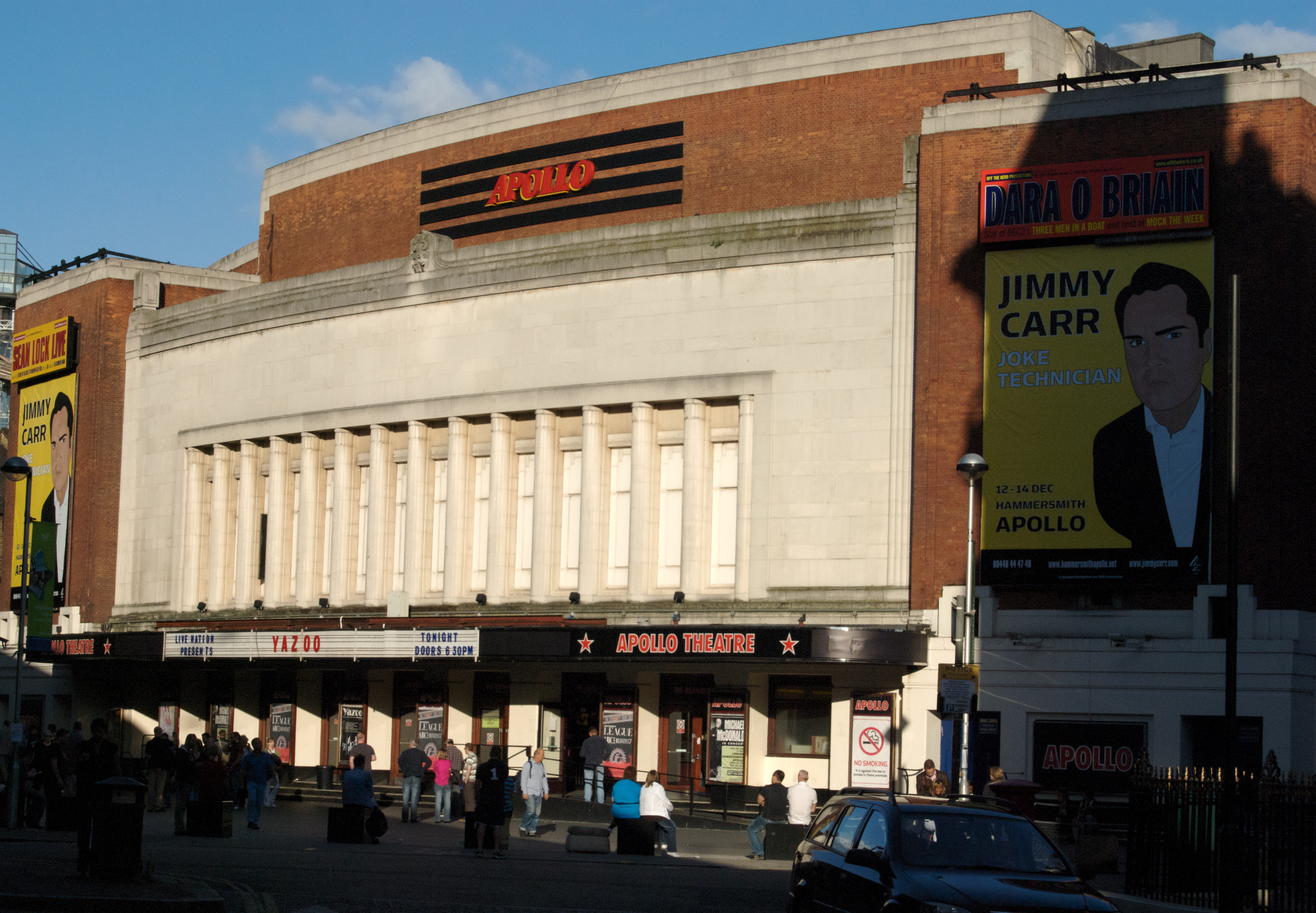
Das Hammersmith Odeon 2008

- 28. Oktober: Koninging Elisabethzaal, Antwerpen
- 29. Oktober: Hammersmith Odeon, London (Jazzexpo)
- 30. Oktober: De Doelen, Rotterdam
- 31. Oktober: Konserthuset, Stockholm
- 1. November: Kulturhuset, Helsinki
- 2. November: Tivoli Konsertsal, Kopenhagen
- 4. November: Philharmonie, Berlin (Berliner Jazztage)
- 5. November: Lecco, Como
- 6. November: Salle Pleyel, Paris
- 7. November: Stadthalle, Karlsruhe

## Musik des Albums
Miles Davis spielte sein Material, ohne dass ein Song regulär endete; stattdessen ging er fließend in den nächsten Song über. Am Ende des letzten Titels jedes Sets spielte er The Theme, ein Hardbop-Thema. Die fünf dokumentierten Konzerte begannen jeweils mit der damals neuen Davis-Komposition Agitation; es folgten ein jeweils ähnliches Repertoire aus Neuinterpretationen älterer Titel, wie Walkin’ von 1954, Monks ’Round Midnight, Wayne Shorters Kompositionen Footprints, Riot und Masqualero sowie die Standards On Green Dolphin Street und I Fall in Love So Easily.
Nach Ansicht von Hank Shteamer genoss Miles Davis „sichtbar die große dynamische und emotionale Bandbreite dieser Band und konstruierte die Sets dementsprechend“. Anders als die Studioaufnahmen des Quintetts hätten die Konzerte auf Live in Europe 1967 die Form von ununterbrochenen Medleys. In vier der fünf Sets wird das stürmische Footprints von Wayne Shorter in den Thelonious Monk-Klassiker ’Round Midnight übergeleitet, der jedes Mal als ein einfacher Dialog zwischen Davis und Hancock beginnt. Weitere Überleitungen hielten diese langen Sets in Bewegung: „In Antwerpen machte eine lange Version von Miles’ mit mittlerem Tempo swingendem No Blues Platz für einen turbulenten, drei-minütigen Sprint durch Hancocks Riot; in Paris springt No Blues in Shorters stimmungsvolles, spanisch angehauchtes Masqualero, ein bezwingendes Umschalten, das unmittelbar das Ohr fordert.“

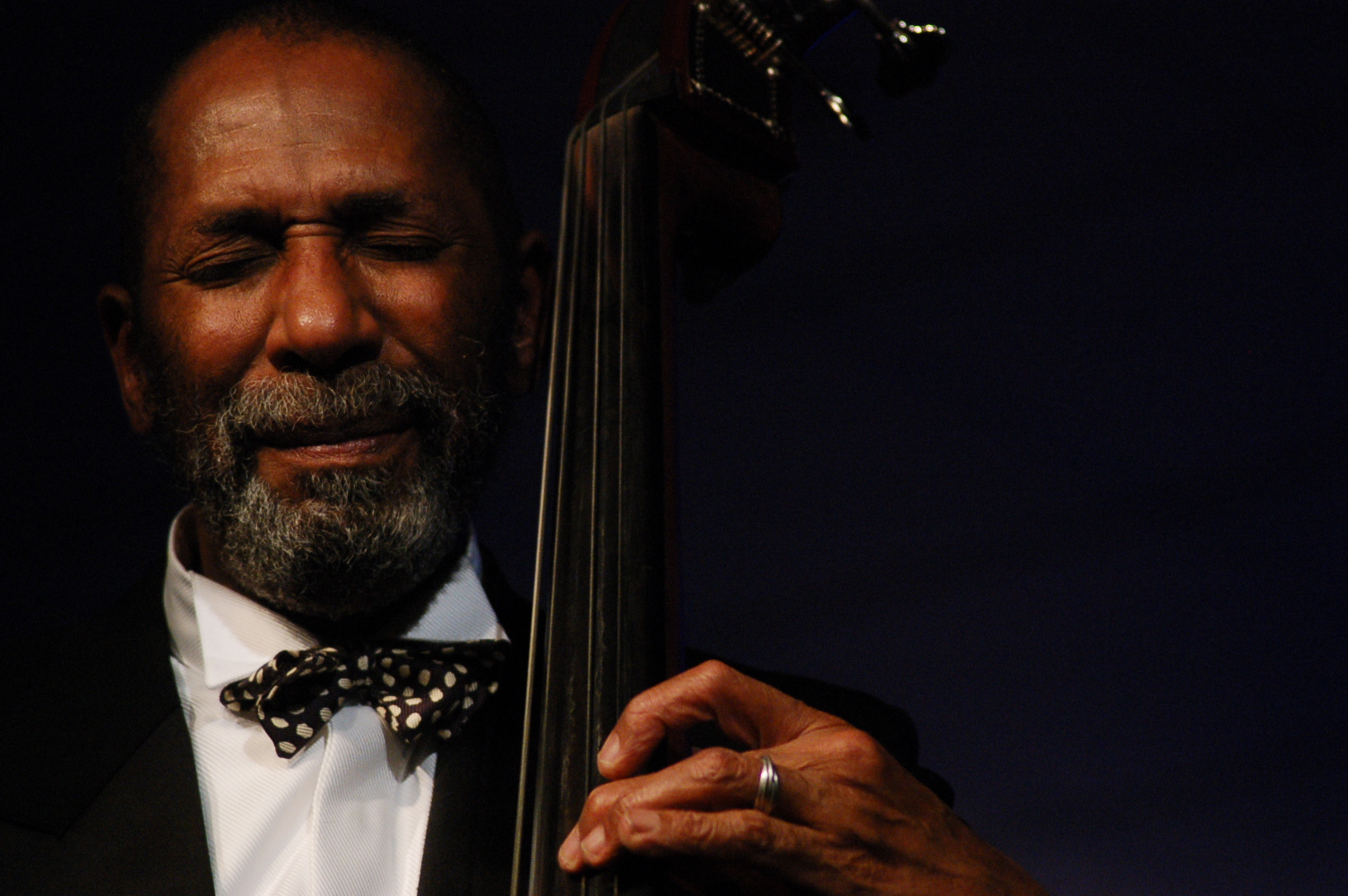
Ron Carter bei der European Jazz Expò 2007

Hank Shteamer meint, diese Mitschnitte dokumentieren „den Abschied der Musiker von deren Bebop-Wurzeln, sowohl ekstatische Zelebrierung als auch mutige Dekonstruktion dessen, wie Ensemble-Jazz in den zwei Jahrzehnten zuvor gespielt worden ist.“ Diese Darbietungen repräsentierten das Ende des Solist-und-Begleitung-Modells des Combo-Jazz bis zu diesem Punkt. Davis’ zweites großes Quintett sei nicht die erste Band gewesen, die in dieser Art spielte; um 1967 hätten Ornette Coleman, John Coltrane und Cecil Taylor jeweils die Konventionen des Jazz der 1940er und 1950er Jahre „in ihrer eigenen Weise zum Explodieren gebracht. Jedoch habe es keiner der anderen Künstler verstanden, tiefgründige, gewagte Interaktion mit solch einer fortwährenden Stimmigkeit zu verbinden.“ Auf dieser Stufe, gerade bevor sich das Quintett in den nächsten zwei Jahren auflöste, als Miles sich mit elektrischem Jazz beschäftigte, Carter als erster ging, gefolgt von Williams und Hancock, sei „das Zusammenspiel am lebendigsten und klarsten“ gewesen.

## Titelliste
CD 1
1. Agitation (Davis) 5:26
2. Footprints (Shorter) 9:37
3. ’Round Midnight (Monk) 7:37
4. No Blues (Davis) 11:15
5. Riot (Hancock) 3:39
6. On Green Dolphin Street (Bronisław Kaper/Ned Washington) 8:26
7. Masqualero (Shorter) 8:53
8. Gingerbread Boy (Jimmy Heath) 5:56
9. The Theme (Davis) 1:15

- Alle Titel aufgenommen am 28. Oktober 1967 im Konigin Elizabethzaal, Antwerpen; Produktion der Belgische Radio- en Televisieomroep (BRT).

CD 2
1. Agitation (Davis) 6:14
2. Footprints (Shorter) 9:01
3. 'Round Midnight (Monk) 7:16
4. No Blues (Davis) 14:40
5. Masqualero (Shorter) 10:00
6. Agitation (Davis) 6:36
7. Footprints (Shorter) 10:35

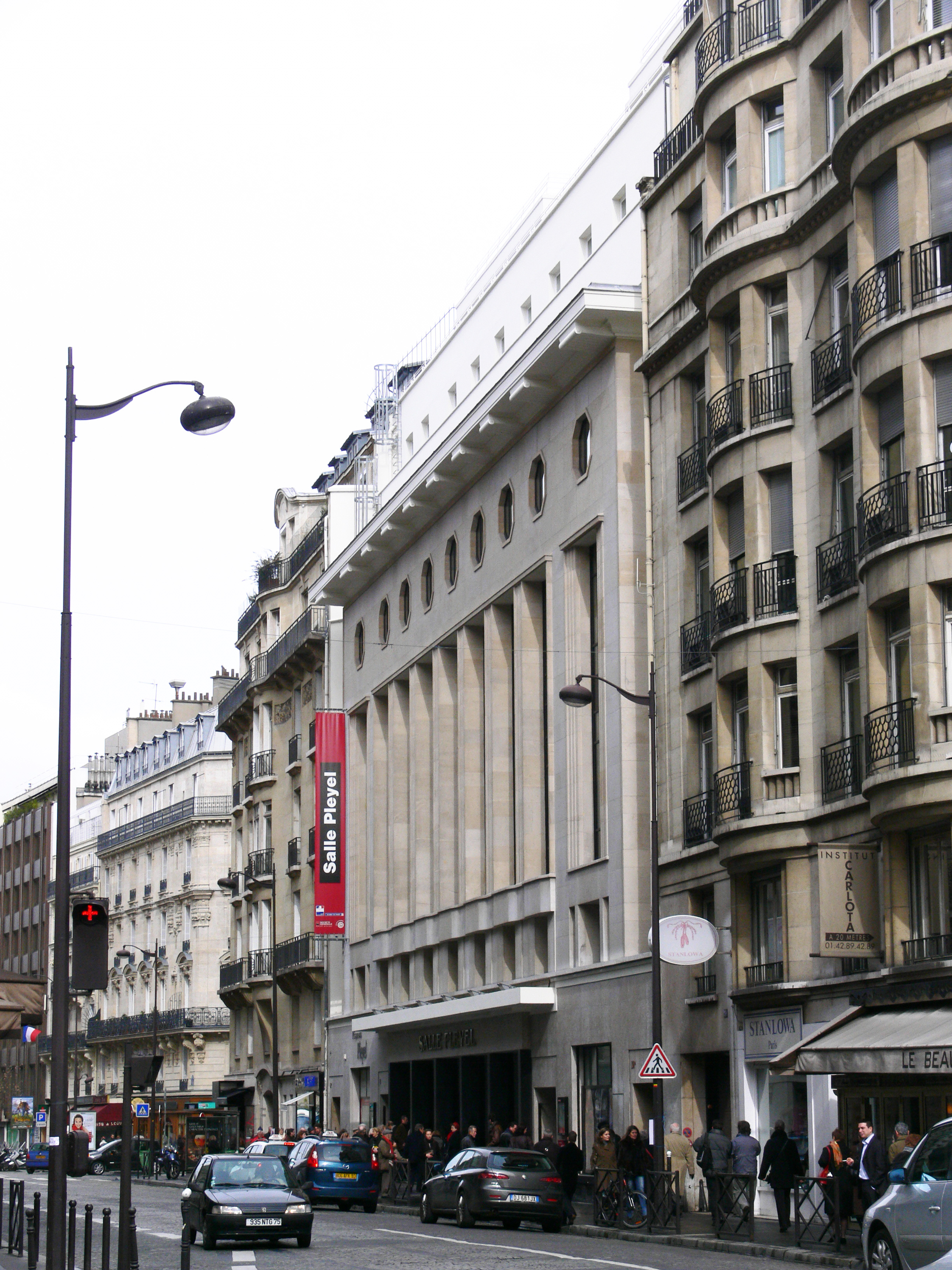
Die Salle Pleyel in Paris (2008), Ort des Miles Davis-Konzerts vom 6. November 1967

- Titel 1–5 aufgenommen am 2. November 1967 im Tivoli Konsertsal, Kopenhagen; Produktion des Danmarks Radio.
- Titel 6 und 7 aufgenommen am 6. November 1967 in der Salle Pleyel, Paris; Produktion des Office de Radiodiffusion Télévision Française (ORTF).

CD 3
1. 'Round Midnight (Monk) 8:06
2. No Blues (Davis) 13:01
3. Masqualero (Shorter) 10:08
4. I Fall in Love Too Easily (Sammy Cahn/Jule Styne) 10:34
5. Riot (Hancock) 3:39
6. Walkin’ (Davis) 9:01
7. On Green Dolphin Street (Kaper/Washington) 9:04
8. The Theme (Davis) 8:22

- Alle Titel aufgenommen am 6. November 1967 in der Salle Pleyel, Paris.

DVD
- Miles Davis in Germany & Sweden[23]

1. Agitation (Davis) 6:43
2. Footprints (Shorter) 6:03

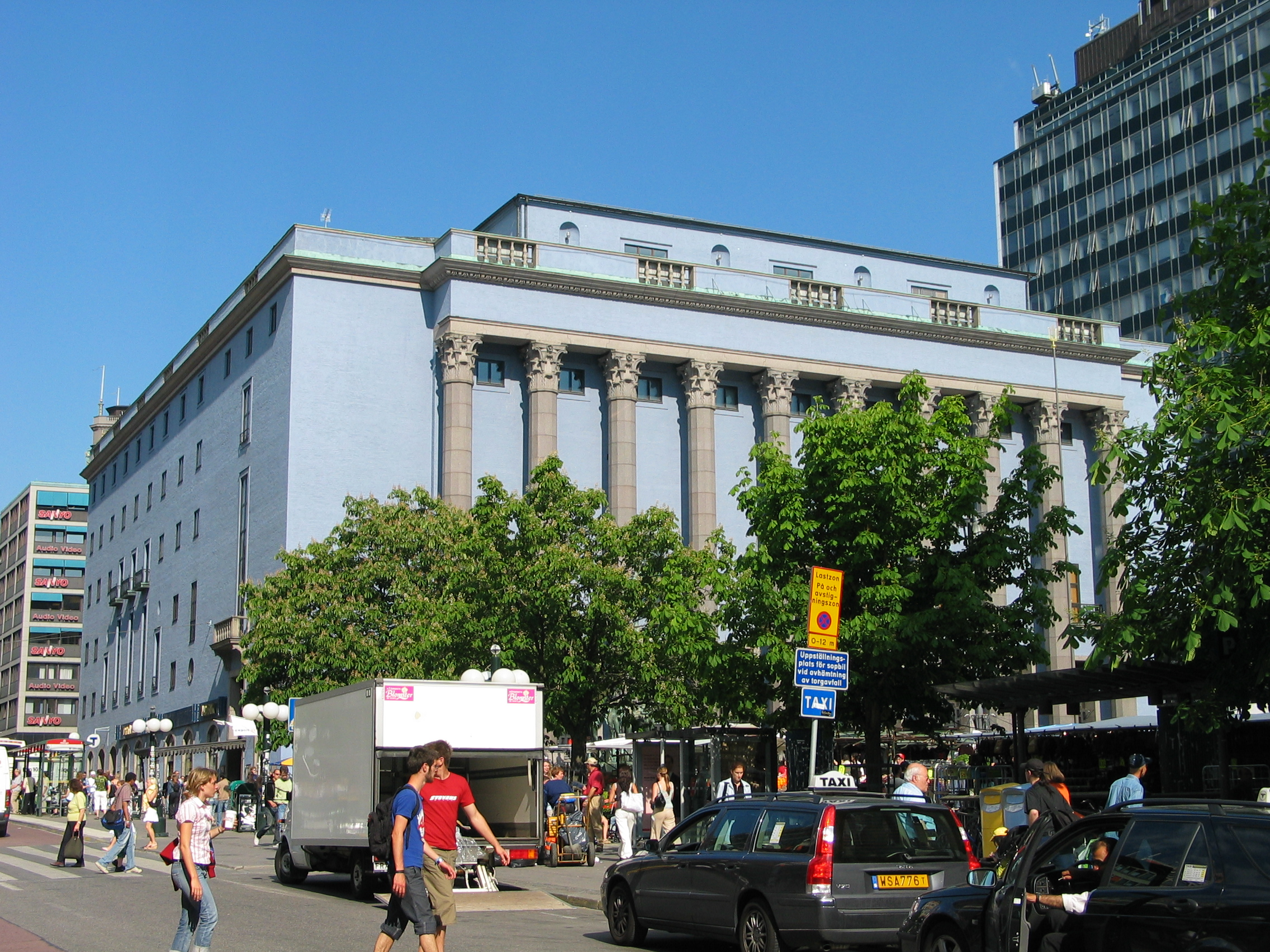
Das Konserthuset in Stockholm, Ort des Miles-Davis-Konzerts vom 31. Oktober 1967

3. I Fall in Love So Easily (Cahn/Styne) 11:34
4. Gingerbread Boy (Heath) 5:34
5. The Theme (Davis) 0:28
6. Agitation (Davis) 6:57
7. Footprints (Shorter) 9:06
8. ’Round Midnight (Monk) 8:31
9. Gingerbread Boy (Heath) 7:35
10. The Theme (Davis) 1:34

- Titel 1–5 aufgenommen am 7. November 1967 in der Stadthalle Karlsruhe; Produktion des Südwestfunks.
- Titel 6–10 aufgenommen am 31. Oktober 1967 im Konserthuset, Stockholm; Produktion des Sveriges Radio.

## Auszeichnungen
Das Album wurde 2012 sowohl vom 2012 Down Beat Readers Poll als auch vom amerikanischen Down Beat Critics Poll als Wiederveröffentlichung des Jahres ausgezeichnet; in der gleichen Kategorie wurde es bei den JJA-Awards der US-amerikanischen Jazz Journalists Association geehrt. Auch die britische Zeitschrift Jazz Journal International nahm das Album in ihre Top-10-Liste der Reissues 2011 auf.

## Rezeption des Albums
Thom Jurek bewertet das Album bei Allmusic mit 4½ Sternen und ist der Meinung, dass die Mitschnitte Miles Davis’ zweites Quintett „auf ihrem kreativen Gipfel“ einfangen. Obgleich die Setliste der drei Konzerte ähnlich sei, bedeute das nicht, dass die Wiederholung monoton sei. Diese Auftritte seien stark, da das Quintett eine „feurige Mischung aus Post-Hardbop, modaler Musik und Anklängen von Free Jazz“ spiele. Die Versionen von Titeln wie ’Round Midnight, On Green Dolphin Street und Gingerbread Boy seien jeweils radikal unterschiedlich; man möge nur den Eröffnungstitel Agitation hören, um zu erkennen, wie sehr sich die verschiedenen Interpretationen jede Nacht unterschieden hätten.
Nate Chinen schrieb in der New York Times, die Mitschnitte fingen „Davis’ beste working band auf ihrem Höhepunkt“ ein, wo sie sich „an die Grenzen der Post-Bop-Vervollkommnung ausdehnen“. Die Musik klingt „umwerfend zeitgemäß, zeigt in Richtung entscheidender Attribute unserer gegenwärtigen Jazzära und bestätigt gerade die einzigartige Dynamik von Davis’ Quintett der 1960er Jahre“. Chinen vergleicht die Qualität der Mitschnitte mit denen der Aufnahmen, die 1995 als The Complete Live at the Plugged Nickel 1965 erschienen sind. Live in Europe 1967 zeige „eine radikal selbstsichere Band, mit einem freieren, entflammbareren Zusammenspiel.“ Chinen verweist hier auf Ashley Kahns Vermutung, der Tod von John Coltrane wenige Monate zuvor, aber auch das offenere europäische Publikum habe Miles Davis zur Aktion getrieben und den Tenor der Musik beeinflusst. Während es bei den Plugged Nickel-Aufnahmen Momente gegeben habe, in denen die Band von ihm wegspielte, bleibe Miles Davis in Live in Europe 1967 die klare Autorität, auch wenn es auf Schritt und Tritt wilder sei. Er spiele nicht mehr länger gestopfte Trompete, das letzte Überbleibsel seiner Cool-Periode, und sein Ton sei gereift und scharf. Während man On Green Dolphin Street, I Fall in Love Too Easily und ’Round Midnight bereits aus dem Plugged Nickel-Repertoire kenne, seien es die neuen Kompositionen, die das Quintett energiegeladener klingen ließen, so in Hancocks Riot und in Shorters Kompositionen Masqualero und Footprints. Tony Williams sei der Handelnde dieses Flusses, und er sei hier am gewagtesten und inspirierendsten. Von den fünf Konzerten in Live in Europe 1967 sei jenes aus dem Tivolis Koncertsal in Kopenhagen das feurigste. Vom Beginn von Ágitation an feuerte das Quintett mit Druck. Wayne Shorter beginne sein Solo „mit einer strategischen Plumpheit“, hupe Single Notes, „als ob er im Verkehr stecken geblieben“ wäre, bevor er sich an die Ausarbeitung des Themas mache. Hancocks Solo beginne kaum weniger bemerkenswert, mit einer chromatischen Poltern im 7/8 Metrum, nichts was man 1967 von einem Jazzpianisten erwarten würde – gefolgt von einem Übergang in schnellspurigen Swing. Das gesamte Kopenhagen-Konzert folge diesem Muster, „sich von einem Steilhang zu stürzen“. Wenn dieses Konzert jemals als einzelnes Album veröffentlicht worden wäre, würde man es „als eines der spannendsten Liveaufnahmen in Miles Davis’ Karriere“ betrachten.
Auch George Varga hob in seiner Besprechung der Aufnahmen in JazzTimes die Qualität der zweiten CD hervor, welche die fünf bislang unveröffentlichten Titel des Kopenhagener Konzerts enthält: „In seiner emotionalen Intensität, instrumentalen Energie und seinem musikalischen Reichtum ist das Spiel des Quintetts so wachrüttelnd, dass manche Hörer dies sowohl berauschend als auch zehrend finden können.“

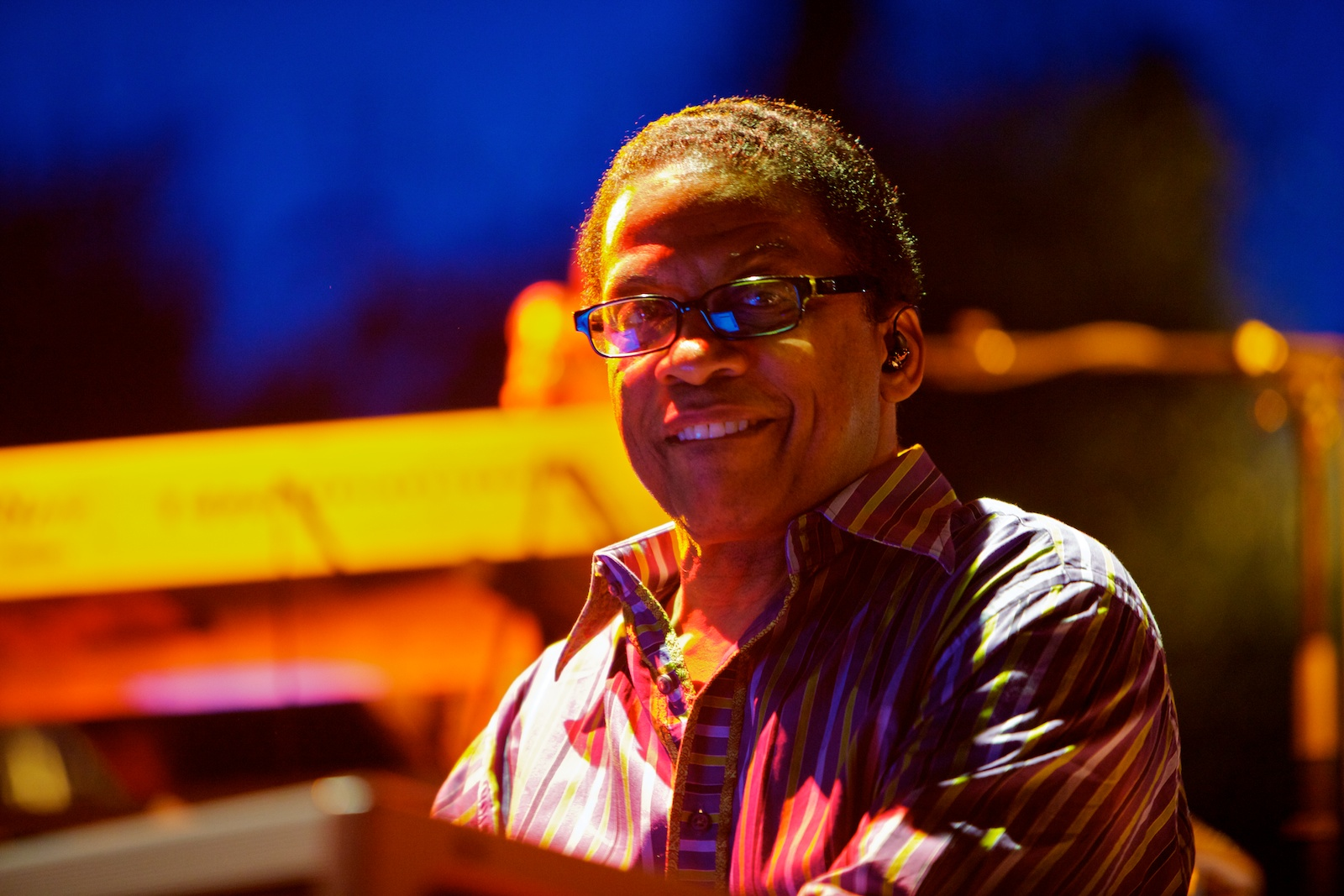
Herbie Hancock Nice Jazz Festival 2010

Deren glühende Darbietungen klängen „so durch und durch frisch, zeitgemäß und wagemutig“, dass man sich darüber wundere, warum Davis schließlich dieses Quintett aufgelöst und sich dem zugewandt habe, was als Jazz-Rock bekannt wurde. Varga gibt die Einschätzung Herbie Hancocks wieder, der über die Tournee äußerte:

„Uns war bewusst, dass dies neues Territorium war. Es war das, was wir wollten, diese Erkundung, nur waren die unterschiedlichen Herangehensweisen eindeutig unsere eigenen. Uns war der Ausmaß dessen, was dies für andere Musiker in der Jazzwelt bedeuten würde, nicht klar. Für eine lange Zeit wussten andere Musiker nicht, wie wir das gemacht hatten.“

Ungeachtet der Tatsache, dass all diese Konzerte in einem Zeitraum von zehn Tagen mit einer ähnlichen Titelliste aufgenommen wurden, unterschieden sich die „scheinbar telepathischen“ Darbietungen dramatisch; die musikalischen Intentionen, Wendungen und Zeitpunkte der Entzündung seien nie die gleichen, so dauere die Pariser Version des abschließenden The Theme nur 76 Sekunden, hingegen die Antwerpener Version acht „absolut großartige“ Minuten.
Noch besser sei „die ungestüme Art und Weise“, so Varga, in der einzelne Teile miteinander verschnürt würden, um ausgedehnte, Suiten-ähnliche Stücke zu schaffen, die ineinander übergehen, oft bevor es das Publikum (oder, in einigen wenigen Momenten, alle Mitglieder des Quintetts) realisieren. „Diese dehnfähige Spielhaltung wird daran erkennbar, wie überraschend es ist, beim Antwerpener Konzert nach fünf Titeln und 33 Minuten den Applaus zu hören“. Dies sei der seltene Fall eines Livealbums, „in dem das Geräusch des Publikums sich wie eine Einmischung anhört. Manchmal könnten Stille und Geduld von Vorteil sein“.

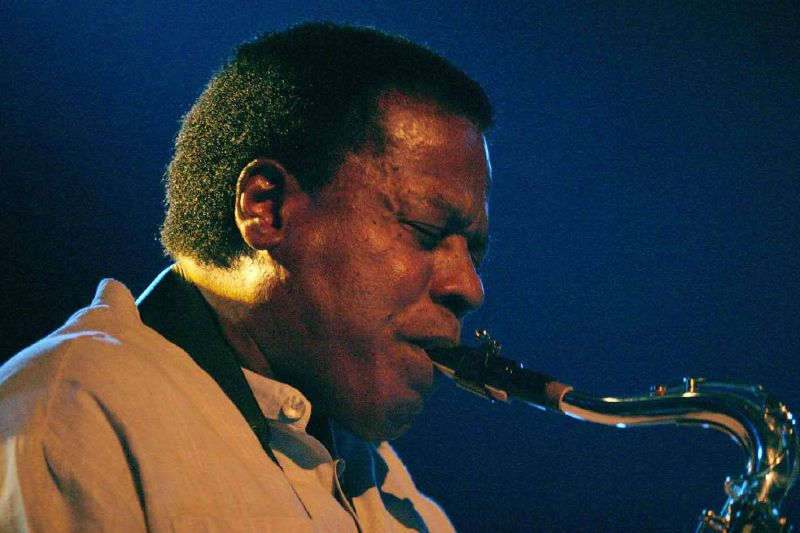
Wayne Shorter

Maik Brüggemeyer besprach das Album für den Rolling Stone und gab ihm vier Sterne. Da das Davis-Werk bereits „exzessiv dokumentiert“ sei, war er über den Titel des Albums und die geplante „neue Raritätenreihe“ verwundert. Dennoch zeige das Album diese Band von Davis „auf dem Höhepunkt ihres Schaffens“; ähnlich wie Chinen meinte er, das Album sei „selbst der mittlerweile zum Davis-Kanon gehörenden Box The Complete Live at the Plugged Nickel 1965 überlegen. Nie spielten Wayne Shorter und Herbie Hancock unter Davis freier und inspirierter, und doch fängt diese genialische Rhythmusgruppe aus Ron Carter und Tony Williams sie jedes Mal mit großer Leichtigkeit wieder ein. Davis behält trotz der für seine Verhältnisse entgrenzten Musik immer die Kontrolle, spielt … präzise und zugleich lyrisch.“
Hank Shteamer ist der Ansicht, Live in Europe 1967 sei „bestimmt keine Fußnote“ im Werk von Miles Davis; es biete vielmehr die Chance, einem der größten Bandleader des zwanzigsten Jahrhunderts dabei zuzuhören, wie er mit seiner „anti-hierarchischen Ästhetik seine Mitstreiter in kreative Ekstase treibt“ und sie zu den riskantesten und engagiertesten Darbietungen ihrer Karriere bringe. Dabei erreiche dies kein Spieler mehr als Tony Williams, der etwa bei der Version von Footprints vom 2. November in Kopenhagen in Hochform sei. Für Shteamer markiert Live in Europe 1967 den Zeitpunkt, „an dem wir erstmals diese Band hören, wie sie sich mit einer solchen Bandbreite von Material auseinandersetzt“; die vorangegangene Livebox des zweiten Quintetts, The Complete Live at the Plugged Nickel 1965 hätte hingegen meist bekannte Jazzstandards enthalten.
Beeindruckend sei die improvisatorische Kühnheit im Kopenhagener Footprints; Herbie Hancock spiele wie „ein verwirrter Outsider.“ Statt Wayne Shorters Saxophonsolo ein festes Fundament zu geben, biete er hier verschnörkelt kleine Phrasen, wie durcheinander gewürfelte Fragmente aus dem Bestand der Klassik des zwanzigsten Jahrhunderts; beim Ende des Titels antwortet er dem von den Bläsern vorgetragenen Thema mit einer mokanten Paraphrase. Hingegen gestalte Ron Carter unterdessen die walzerförmige Basslinie des Stücks aus.
Ausschlaggebend sei, dass Freiheit, wie sie von dieser Band verstanden wird, nicht Lautstärke und Dichte gleichsetze; so sei einer der stärksten Momente von Live in Europe 1967 auch gleichzeitig einer der ruhigsten. Während Masqualero (vom 6. November in Paris auf CD 3), als Miles Davis ein ergreifendes, langsam sich aufbauendes Solo spiele, versenke sich Hancock in eine eindringliche, repetitive Figur und Williams beruhige mit einem geflüsterten, angedeuteten Tempo auf dem Hi-Hat. Später, als Hancocks Solo beginnt, falle Williams gänzlich aus und überlasse es dem Pianisten und Carter, ein delikates, frei-fließendes Duo zu spielen. Während desselben Sets, in Walkin’, leiten Williams und Carter Wayne Shorter in eine schnelle Ekstase und blenden dann langsam zur Stille aus. Der Saxophonist geht in eine (seltene) unbegleitete Passage über und „spielt eine abstrakte Art Bebop, voll mit scheuernden Phrasen und murmelnden Exkursen.“

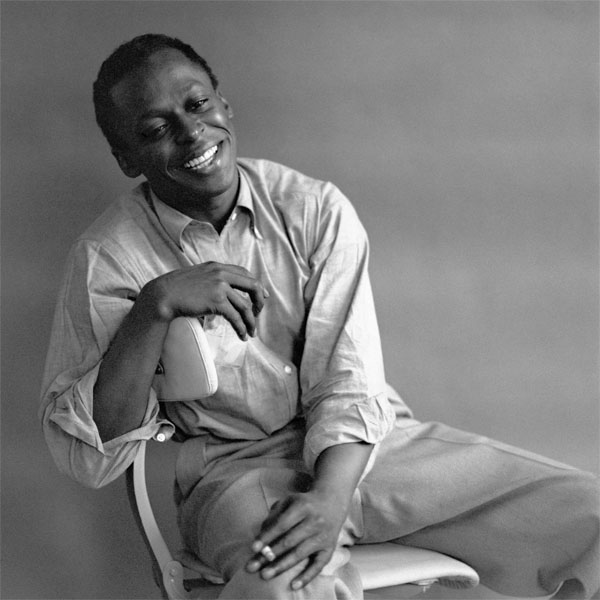
Davis Mitte der 1950er Jahre

Manche der Titel auf Live in Europe 1967 würden „wie kooperative Action Paintings gespielt“, in dem jedem alles erlaubt, nur nicht berechtigt sei, in der ihm zur Verfügung stehenden Zeit im Zentrum der Aufmerksamkeit zu stehen, verbunden mit dem allumfassenden Grundsatz, bei den Kompositionen das Chaos unter Kontrolle zu behalten.
Resümierend stellt Shteamer fest, warum Live in Europe 1967 so essentiell sei:

„Man kriegt genau zu hören, wie diese Virtuosen sich gebärden, bevor der große Wandel stattfindet. Sie operieren noch in der alten Form, akustischer Ensemblejazz, aber sie hinterfragen dies schonungslos, um zu sehen, wie weit sie dessen Konventionen ausdehnen können, ohne sie völlig umzuwälzen. Bevor sie in die größere Welt des Pop aufbrechen sollten, müssen sie Jazznirvana erreichen, und das ist es, was sie in Live in Europe 1967 erreichen. Dessen Ästhetik ist kaum leichter zu beschreiben als jene, die auf Kind of Blue und Bitches Brew zu hören ist, aber nicht weniger bedeutsam. Im Grunde kommt Jazz durch mutige, feinfühlige Interaktion zur Entfaltung, und Live in Europe 1967 verkörpert den Gipfel dieser Praxis.“

Auch Michael Rüsenberg vergleicht die Aufnahmen mit den vorangegangenen Live-Mitschnitten aus dem Plugged Nickel von 1965 und kommt zu dem Urteil:
„die musikalischen Errungenschaften der „Plugged Nickel“-Konzerte – in einem Wort: der flexible Umgang mit der Zeit – sind hier noch viel ausgeprägter vorhanden.“ ’Round Midnight, das man fast ausschließlich als Ballade kenne, „zischt hier durch ein Wechselbad aus Groove- und Time-Wechseln, dass es bestenfalls fragmentarisch erkennbar bleiben lässt.“ Rüsenberg hebt den „ziemlich respektlos[en]“ Umgang mit fremden, aber ebenso auch mit eigenen Werken hervor; auch würde der Hörer so schnell nicht ermüden, „x-mal „Round Midnight“ oder den Affenzahn von „Gingerbread Boy“ oder das Hup-Thema von „Mascalero“ vorgesetzt zu bekommen – die fünf spielen es jedes Mal anders. Sie trauen sich alles zu, weil sie alles können.“
„Freebop“, wie in den Liner Notes des Albums von Ashley Kahn eingeführt, sei „dafür ein attraktiver Begriff“, schrieb Rüsenberg:

„Die einzigen Türen, die sie nicht aufstoßen, ist die zur Atonalität und eine andere zur Auflösung des Metrums (wie es nur gut zwei Jahre später, im März 1970 ‚Live at Fillmore East, March 7 1970‘ geschieht).“

Kevin Davis äußerte in All About Jazz, das „einzig Frustrierende“ am Erscheinen von Live in Europe 1967: The Bootleg Series Vol. 1 sei die Tatsache, dass es 44 Jahre gedauert habe, bis „dieser eklatanteste Missing Link“ in Davis’ Diskographie geschlossen wurde. Gegenüber den Studioalben sei Live in Europe 1967 besser als jede einzelne von ihnen, ein Album, das ultimativ „die fundamentale Bedeutung von Miles Davis als Künstler“ dokumentiere.

### The Bootleg Series
Die von Columbia/Legacy in der Bootleg Series mit veröffentlichten Aufnahmen von Miles Davis umfasst gegenwärtig (Stand 2018) die folgenden Editionen:
1. Live in Europe 1967: The Bootleg Series Vol. 1 (ed. 2011)
2. Live in Europe 1969: The Bootleg Series Vol. 2 (ed. 2013)
3. At the Fillmore – Miles Davis 1970: The Bootleg Series Vol. 3 (ed. 2014)
4. At Newport 1955-1975: The Bootleg Series Vol. 4 (ed. 2015)
5. Freedom Jazz Dance: The Bootleg Series Vol. 5 (rec. 1965–68, ed. 2016)
6. The Final Tour: The Bootleg Series, Vol. 6 (rec. 1960, ed. 2018)